# Mayas LFA
Los Mayas son un equipo mexicano de fútbol americano de la Liga de Fútbol Americano Profesional de México (LFA), fundado el 4 de noviembre de 2015 con sede en la Ciudad de México.
Actualmente juega sus partidos como local en el Estadio Wilfrido Massieu de la Ciudad de México y sus colores tradicionales son el Azul y el Blanco. Compiten en la División Centro de la Liga de Fútbol Americano Profesional de México (LFA). 
El equipo ha ganado Dos Tazón México, lo que lo ubica como el equipo más ganador de la liga, y el primero en la historia en lograr un bicampeonato. Mayas es considerado como la primera dinastía en la breve historia de la LFA.
Es el equipo más popular de la Liga de Fútbol Americano Profesional de México (LFA), por encima de Raptos, Condors Y Mexicas los equipos fundadores.
Para la temporada 2020 el equipo tomara un año sabático debido a la falta de un franquiciatario en tiempo para iniciar la temporada.
En 2021 anuncian su regreso a la liga de mano del franquiciatario Marco Montes. ante la baja de Artilleros para la temporada 2021 se determinó que Mayas ocupara su lugar en Puebla, en el cual podrá hacer uso de sus jugadores, hasta el regreso de la franquicia.
Para la temporada 2022 se cancela su regreso a la lga en la ciudad de puebla debido a la falta de recursos para sostener al equipo.

## Historia
Mayas fue fundado el 5 de noviembre de 2015 junto con los Condors, Eagles y Raptors, por lo que fueron uno de los 4 equipos fundadores de la Liga. Los Mayas pusieron al mando al entr3nador jefe Ernesto Alfaro, quien hizo un proceso de reclutamiento que a la postre resultaría muy productivo. Entre los jugadores destacados que el equipo contrató fueron el QB Marco Antonio García, el RB Omar Cojolum, y el WR Josué Martínez.

### Mayas dinastía en la LFA: Era de Alfaro

#### Temporada 2016
En su primera campaña, el equipo terminó la temporada regular con una marca de 4-2, lo que los clasificó al Tazón México I, en el cual se coronaron como los primeros campeones al derrotar a los Raptors por 29-13 en el Estadio Jesús Martínez "Palillo" de la Ciudad de México, ante 3,000 aficionados.  El juego estuvo marcado por errores y castigos de la defensiva de Raptors, mientras que la ofensiva del mismo equipo hizo cuatro entregas de balón, dos intercepciones y dos fumbles, que se tradujeron en 19 puntos en contra.
Con tres recepciones para 53 yardas, dos de ellas para touchdown, el WR #81 Josué Martínez de Mayas fue elegido como el Jugador Más Valioso (MVP) del partido.

#### Temporada 2017
En su segunda campaña, Mayas obtuvo una marca de 6-1 en temporada regular. Antes de jugar los playoffs, el equipo fue el primero de la LFA en ser franquiciatado, pero a pesar de que llegó una nueva administración no hubo cambios en el personal de entrenadores. En el campeonato de la División Centro vencieron a Eagles por 40-18. Posteriormente, los Mayas se coronaron como los primeros bicampeones del circuito al derrotar a los Dinos en la disputa del Tazón México II por 24-18 en el Estadio Jesús Martínez "Palillo" de la Ciudad de México, ante 3,000 aficionados. #12 Marco García, quarterback del Imperio Azul, fue nombrado Jugador Más Valioso MVP del Indian Motorcycle Tazón México II gracias a sus 318 yardas por pases, 1 TD, 1 INT, y 5 acarreos de balón para 24 yardas y 1 TD. 

#### Temporada 2018
En su tercera campaña el equipo volvió a clasificarse al Campeonato de la División Centro luego de tener un récord de 5-2 en temporada regular. Sin embargo, en el campeonato de la División Centro cayeron ante los Mexicas por 17-27 en el Estadio Jesús Martínez "Palillo" de la Ciudad de México. Con esto se terminó el reinado del Imperio Azul dentro de la LFA y de la era del entrenador Ernesto Alfaro que renunció a Mayas, para convertirse en el nuevo entrenador jefe de Borregos Guadalajara de Conadeip.

### Mayas con entrenador Chaparro

#### Temporada 2019
Esta temporada los juegos como local se llevaran a cabo en el Estadio Wilfrido Massieu, además de un juego como local en el Estadio Ciudad de los Deportes.
En su cuarta campaña el equipo volvió a clasificarse al Campeonato de la División Centro luego de tener un récord de 5-3 en temporada regular, pasando como segundo lugar por debajo de los Condors. Sin embargo, en el campeonato de la División Centro cayeron ante los Condors por 13-18 en el Estadio del ITESM Santa Fe de la Ciudad de México. Con esto se terminaron las aspiraciones por llegar nuevamente a un Tazón México y ser nuevamente campeones de la LFA.

## Estadísticas
| Temporada | Entrenador         | Temporada regular | Temporada regular | Temporada regular   | Postemporada | Postemporada | Postemporada                                 |
| Temporada | Entrenador         | Récord            | Cociente          | Resultado           | Récord       | Cociente     | Resultado                                    |
| --------- | ------------------ | ----------------- | ----------------- | ------------------- | ------------ | ------------ | -------------------------------------------- |
| 2016      | Ernesto Alfaro     | 4-2               | 0.666             | 1.º Liga            | 1-0          | 1.000        | Campeón del Tazón México I                   |
| 2017      | Ernesto Alfaro     | 6-1               | 0.857             | 1.º División Centro | 2-0          | 1.000        | Campeón del Tazón México II                  |
| 2018      | Ernesto Alfaro     | 5-2               | 0.571             | 1.º División Centro | 0-1          | 0.000        | Pierde ante Mexicas el Campeonato Divisional |
| 2019      | Francisco Chaparro | 5-3               | 0.625             | 2.º División Centro | 0-1          | 0.000        | Pierde ante Condors el Campeonato Divisional |
| 2020      | Descanso           |                   |                   |                     |              |              |                                              |
| 2021      | Descanso           |                   |                   |                     |              |              |                                              |
| 2022      | Descanso           |                   |                   |                     |              |              |                                              |
| 2023      | Descanso           |                   |                   |                     |              |              |                                              |

## Rivalidades

### MayasVsRaptors
La rivalidad entre Mayas y Raptors, también llamada por algunos medios como el "clásico LFA" es una de las más relevantes entre los equipos con más afición de la Liga de Fútbol Americano Profesional de México (LFA). La gran rivalidad de estos dos equipos se gesta desde la primera temporada de la LFA (2016).
El primer enfrentamiento se dio el 21 de febrero de 2016, donde los Mayas Y Raptors inauguraron la primera temporada de la LFA, juego en el que los Mayas vencieron por un marcador abultado de 34-6 en el Estadio Jesús Martínez "Palillo". En la semana 4 se llevó a cabo el segundo juego de la temporada entre estos dos equipos, donde Raptors le propinó la que fue la primera derrota del Imperio azul en la historia de la LFA por un marcador de 13-9.
El tercer duelo durante la primera temporada llegaría en el Tazón México I, en la que los Mayas se convirtieron en los campeones de la primera edición del Tazón México de la LFA, al derrotar 29-13 a los Raptors en el Estadio Jesús Martínez "Palillo" de la Ciudad de México, ante 3,000 aficionados.
Durante la segunda temporada de la LFA(2017), los equipos solo se enfrentaron en una ocasión, en el que fue el mejor juego de la temporada regular, los mayas ganaron con un marcador muy apretado, solo por 3 puntos de diferencia 34-31. se esperaba que se repitiera la final de la temporada anterior, sin embargo los Dinos de Saltillo se opusieron a que ello sucediera accediendo ellos al Tazón México II, Tazón que se llevaría Mayas.
En la temporada 3 de la LFA el juego inaugural volvió a ser un Mayas Vs Raptors, en la que los Raptors le propinaron su primera blanqueada a los Mayas, además de un marcador abultado por 32-0.
En esta temporada también se esperaba que ambos llegaran al Tazón México III, Raptors si lo consiguió, sin embargo los Mayas cayeron frente a unos increíbles Mexicas, que a la postre se convertirían en los nuevos campeones de la LFA.

### Mayas Vs Mexicas
La rivalidad entre Mayas y Mexicas, también llamada por algunos medios como el "clásico del sol" es una de las más relevantes entre los equipos con más afición de la Liga de Fútbol Americano Profesional de México (LFA).La gran rivalidad de estos dos equipos se gesta desde la primera temporada de la LFA (2016) cuando los Mexicas aun eran conocidos como Eagles, sin embargo se empezó a llamar clásico cuando surgió la transformación, debido a que eran dos de las más grandes culturas prehispánicas. 
El primer enfrentamiento se dio en el Estadio Jesús Martínez "Palillo", en la semana 3 se llevó a cabo el primer juego de la temporada entre estos dos equipos, donde ocurrió la que fue la primera derrota de los Eagles ante los Mayas en la historia de la LFA por un marcador de 33-26.
El segundo duelo durante la primera temporada llegaría en la última fecha del campeonato, en la que los Eagles se llevaron la victoria al derrotarlos 22-16 en el Estadio Jesús Martínez "Palillo" de la Ciudad de México, ante 3,000 aficionados.
Durante la segunda temporada de la LFA(2017), los equipos se enfrentaron en tres ocasiones una de ellas en postemporada, los mayas cayeron con un marcador de 33-21. Y en el segundo duelo la victoria fue para el imperio azul con marcador muy apretado con solo una diferencia de 3 puntos de 27-24, después los equipos se enfrentarían en postemporada jugándose la clasificación al tazón México II los Mayas terminaron ganando por un amplio margen de 48-18 y en la que terminó con las aspiraciones de los Eagles.
En la temporada 3 de la LFA los Eagles sufrieron una gran transformación al cambiar su logo y nombre a Mexicas, con lo que se crearía una mayor rivalidad con los Mayas por el contexto histórico. los equipos se enfrentaron en tres ocasiones una de ellas en postemporada, los juegos de dieron durante las últimas dos fechas de temporada regular, el juego de la semana 6 fue uno de los mejores de la temporada ganado los Mexicas por un apretado marcador de 35-34, en el que se vivieron grandes emociones. la revancha para Mayas llegaría la siguiente semana donde lograron la victoria por 19-12, en el que fue el cierre de la temporada. En el juego divisional se esperaba que los Mayas llegaran a su tercera final consecutiva, sin embargo los Mexicas sorprendiendo a todos eliminando a los Mayas con un marcador de 27-17 y así evitando que llegaran a otro tazón México.
los Mexicas se convertirían en los nuevos campeones de la LFA.

## Afición

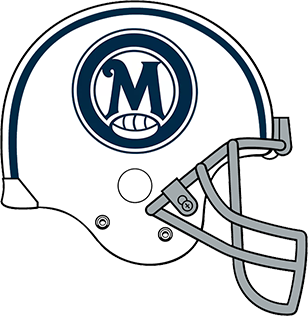
Casco Mayas

Los Mayas se caracterizan por tener una de las mejores aficiones de toda la LFA, esto se dio gracias a que durante la creación de la LFA fue el único equipo en contar con un nombre de origen mexicano y no en inglés, además de la gran cultura eh historia que hay de tras de esta cultura prehispánica, lo cual hizo que la mayoría de aficionados se decidiera a seguirlos.  

### Apodos
- Imperio Azul: este apodo es uno de los más característicos del club Apodo utilizado durante la tercera temporada del club, debido que se habían coronado en los dos tazones México logrando el bicampeonato, y siendo el equipo mas exitoso, logrando crear una dinastia. este también es debido al color azul de su uniforme.

### La mascota
Desde 2016, la mascota oficial es Muuk´ es la mascota de Mayas un es un quetzal que es un ave que regularmente habita en Centroamérica y también es el símbolo de Guatemala junto con su moneda. El cual actualmente se presenta durante los partidos de los Mayas en el Estadio Wilfrido Massieu. Su nombre significa fuerza en Maya.

## Símbolos

### Escudo

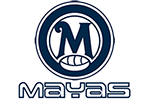
LFA logo Mayas

Desde su primer partido oficial de la historia, los Mayas han mantenido el actual escudo. El primer diseño que portó el club fue desde su fundación hasta la actualidad, es de forma circular color Blanco con Azul  la letra M en tono azul oscuro y debajo el símbolo característico de los mayas el cero, que fue su invención.

## Jugadores

### Plantel actual
Roster de la Temporada Actual
| N.º                | País                      | Posición     | Nombre                 | Edad         | Equipo Colegial                                              |
| Quarterbacks       | Quarterbacks              | Quarterbacks | Quarterbacks           | Quarterbacks | Quarterbacks                                                 |
| ------------------ | ------------------------- | ------------ | ---------------------- | ------------ | ------------------------------------------------------------ |
| 2                  | Bandera de México         | QB           | Diego Ruiz             | 30 años      | Archivo:Universidad de las americas puebla.svg Aztecas UDLAP |
| 7                  | Bandera de México         | QB/WR        | Andrés Chio            | 32 años      | Borregos ITESM Puebla                                        |
| 10                 | Bandera de México         | QB           | Jhoset Crasborn        | 30 años      | Lobos BUAP                                                   |
| Running Backs      |                           |              |                        |              |                                                              |
| 23                 | Bandera de México         | RB           | Kevin Bryan Correa     | 30 años      | Archivo:Universidad de las americas puebla.svg Aztecas UDLAP |
| 28                 | Bandera de México         | RB           | Raymundo Torres        | 31 años      | Borregos ITESM Puebla                                        |
| 34                 | Bandera de México         | RB           | Francisco Valverde     | 31 años      | Borregos ITESM Puebla                                        |
| 39                 | Bandera de México         | RB           | Antonio Hernández      | 32 años      | Lobos BUAP                                                   |
| 89                 | Bandera de México         | FB/TE        | Alberto Cebada         | 31 años      | Borregos ITESM Puebla                                        |
| Wide Receivers     |                           |              |                        |              |                                                              |
| 6                  | Bandera de México         | WR           | Humberto Noriega       | 33 años      | Archivo:Universidad de las americas puebla.svg Aztecas UDLAP |
| 8                  | Bandera de México         | WR           | Sergio León            | 33 años      | Archivo:Universidad de las americas puebla.svg Aztecas UDLAP |
| 12                 | Bandera de México         | WR           | Miguel Ramírez         | 30 años      | Lobos BUAP                                                   |
| 17                 | Bandera de México         | WR           | Anwar Landa            | 31 años      | Borregos ITESM Puebla                                        |
| 31                 | Bandera de México         | WR           | Rodrigo Arias          | 32 años      | Borregos ITESM Puebla                                        |
| 80                 | Bandera de México         | WR           | Diego Vázquez          | 29 años      | Lobos BUAP                                                   |
| 81                 | Bandera de México         | WR           | Jorge Retana           | 30 años      | Archivo:Universidad de las americas puebla.svg Aztecas UDLAP |
| 87                 | Bandera de México         | WR           | Jorge Bravo            | 30 años      | Archivo:Universidad de las americas puebla.svg Aztecas UDLAP |
| Línea Ofensiva     |                           |              |                        |              |                                                              |
| 51                 | Bandera de México         | OL           | Diego Bedolla          | 30 años      | Archivo:Universidad de las americas puebla.svg Aztecas UDLAP |
| 59                 | Bandera de México         | OL           | Jorge Ruiz             | 33 años      | Borregos ITESM Puebla                                        |
| 67                 | Bandera de México         | OL           | Marco Bautista         | 32 años      | Borregos ITESM Puebla                                        |
| 69                 | Bandera de México         | OL           | Oscar Tellez           | 34 años      | Borregos ITESM Puebla                                        |
| 70                 | Bandera de México         | OL           | Marcos Covarrubias     | 30 años      | Archivo:Universidad de las americas puebla.svg Aztecas UDLAP |
| 71                 | Bandera de México         | OL           | Valentín Sánchez       | 30 años      | Archivo:Universidad de las americas puebla.svg Aztecas UDLAP |
| 72                 | Bandera de México         | OL           | Juan Manuel Gray       | 31 años      | Archivo:Universidad de las americas puebla.svg Aztecas UDLAP |
| 73                 | Bandera de México         | OL           | Arturo Figueroa        | 37 años      | Archivo:Universidad de las americas puebla.svg Aztecas UDLAP |
| 74                 | Bandera de México         | OL           | Alfredo del Toro       | 33 años      | Borregos ITESM Puebla                                        |
| 76                 | Bandera de México         | OL           | Mario Campos           | 37 años      | Archivo:Universidad de las americas puebla.svg Aztecas UDLAP |
| 82                 | Bandera de México         | TE           | Marcelo Zumalacarregui | 36 años      | Borregos ITESM Puebla                                        |
| Línea Defensiva    |                           |              |                        |              |                                                              |
| 9                  | Bandera de México         | DL           | José López Said        | 29 años      | Borregos ITESM Toluca                                        |
| 41                 | Bandera de México         | DL           | Germán Meza            | 31 años      | Archivo:Universidad de las americas puebla.svg Aztecas UDLAP |
| 45                 | Bandera de México         | DL           | Hassen Aguilar         | 32 años      | Archivo:Universidad de las americas puebla.svg Aztecas UDLAP |
| 78                 | Bandera de México         | DL           | Guillermo Calderón     | 31 años      | Archivo:Universidad de las americas puebla.svg Aztecas UDLAP |
| 90                 | Bandera de México         | DL           | Javier Ruiz            | 31 años      | Lobos BUAP                                                   |
| 95                 | Bandera de México         | DL           | Daniel Carreón         | 31 años      | Borregos ITESM Puebla                                        |
| 97                 | Bandera de México         | DL           | Francisco Krauss       | 38 años      | Archivo:Universidad de las americas puebla.svg Aztecas UDLAP |
| 99                 | Bandera de México         | DL           | Noé Paredes            | 32 años      | Archivo:Universidad de las americas puebla.svg Aztecas UDLAP |
| Linebackers        |                           |              |                        |              |                                                              |
| 21                 | Bandera de México         | LB           | Alberto Quiroz         | 30 años      | Borregos ITESM Puebla                                        |
| 32                 | Bandera de México         | LB           | Diego Torres           | 29 años      | Archivo:Universidad de las americas puebla.svg Aztecas UDLAP |
| 52                 | Bandera de México         | LB           | Arnaldo Villarreal     | 34 años      | Borregos ITESM Puebla                                        |
| 56                 | Bandera de México         | LB           | Armando Vargas         | 37 años      | Lobos BUAP                                                   |
| 57                 | Bandera de México         | LB           | Sergio Silva           | 27 años      | Tigres Blancos UMAD                                          |
| Defensive Backs    |                           |              |                        |              |                                                              |
| 1                  | Bandera de Canadá         | CB           | Zacary Alexis          | 32 años      | Montreal of Univesity                                        |
| 3                  | Bandera de Canadá         | CB           | Elroy Thompson         | 32 años      | Montreal of Univesity                                        |
| 5                  | Bandera de México         | SS           | Osvaldo Zumalacarregui | 31 años      | Archivo:Universidad de las americas puebla.svg Aztecas UDLAP |
| 13                 | Bandera de México         | CB           | Brandon Barrios        | 31 años      | Lobos BUAP                                                   |
| 18                 | Bandera de México         | CB           | Geovanni Gómez         | 31 años      | Lobos BUAP                                                   |
| 26                 | Bandera de México         | FS           | Daniel Rivera          | 30 años      | Borregos ITESM Puebla                                        |
| 27                 | Bandera de Estados Unidos | SS           | Daronne KeitH          | 28 años      | Bandera de Estados Unidos                                    |
| 37                 | Bandera de México         | FS           | Manuel Hernández       | 28 años      | Archivo:Universidad de las americas puebla.svg Aztecas UDLAP |
| 44                 | Bandera de México         | SS           | Joaquín Guerra         | 37 años      | Archivo:Universidad de las americas puebla.svg Aztecas UDLAP |
| Equipos Especiales |                           |              |                        |              |                                                              |
| 4                  | Bandera de México         | K            | Gabriel Amavizca       | 31 años      | Lobos BUAP                                                   |

### Plantel Bicampeón
Roster Bicampeón de la Temporada 2017

### Ganadores LFA MVP
| 2016 | Josué Martínez #81 | WR |

### Ganadores MVP Tazón México
| 2016 | Josué Martínez #81 | WR |
| 2017 | Marco García #12   | QB |

### Jugadores Drafteados CFL
| Jair Viamontes | WR | Edmonton Eskimos    | Equipo de Prácticas |
| Omar Cojolum   | RB | Hamilton Tiger-Cats | Cortado             |

## Uniforme
El uniforme de los Mayas se caracteriza por ser uno de los mejores y más bonitos que hay dentro de la LFA, con un diseño simple en color azul y el alternativo en Blanco, además de que en algunas ocasiones se usaron diferentes combinaciones.  

### Uniformes anteriores
- 2016-2018

Uniformes históricos
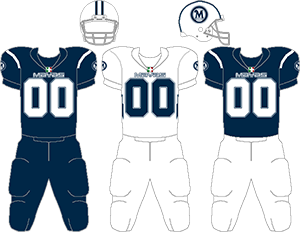
Temporada 2016-2018

- 2019

Uniformes Dicass
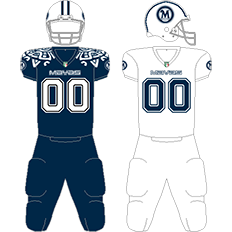
Temporada 2019

### Indumentaria
A continuación se enumeran en orden cronológico el fabricante de las indumentarias del club que ha tenido desde 2016.
| Período   | Proveedor     |
| --------- | ------------- |
| 2016–2018 | Under Armour  |
| 2019–     | Dicass Sports |

En el año 2019 Dicass Sports la empresa deportiva proveerá al club de la indumentaria durante la temporada 2019, esto debido al incumpliemiento de la empresa provedora de la LFA(Laufton).

## Instalaciones

### Casillero Burros Blancos
Ubicado en los terrenos del instituto Politécnico Nacional en Zacatenco (de la colonia Lindavista) al norte de la Ciudad de México, específicamente en la Demarcación Gustavo A. Madero. Actualmente se ha adaptado para que tanto los jugadores de todas las categorías como el personal administrativo y cuerpo técnico tengan el mayor confort posible.
Durante octubre de 2018 se anunció una alianza entre el Instituto Politécnico Nacional y La LFA en el que la LFA podrá utilizar los campos de entrenamiento así como sus estadios, para los equipos de MAYAS y MEXICAS. Los Mayas entrenaran en el casillero de burros Blancos y jugaran en el mítico Wilfrido Massieu.

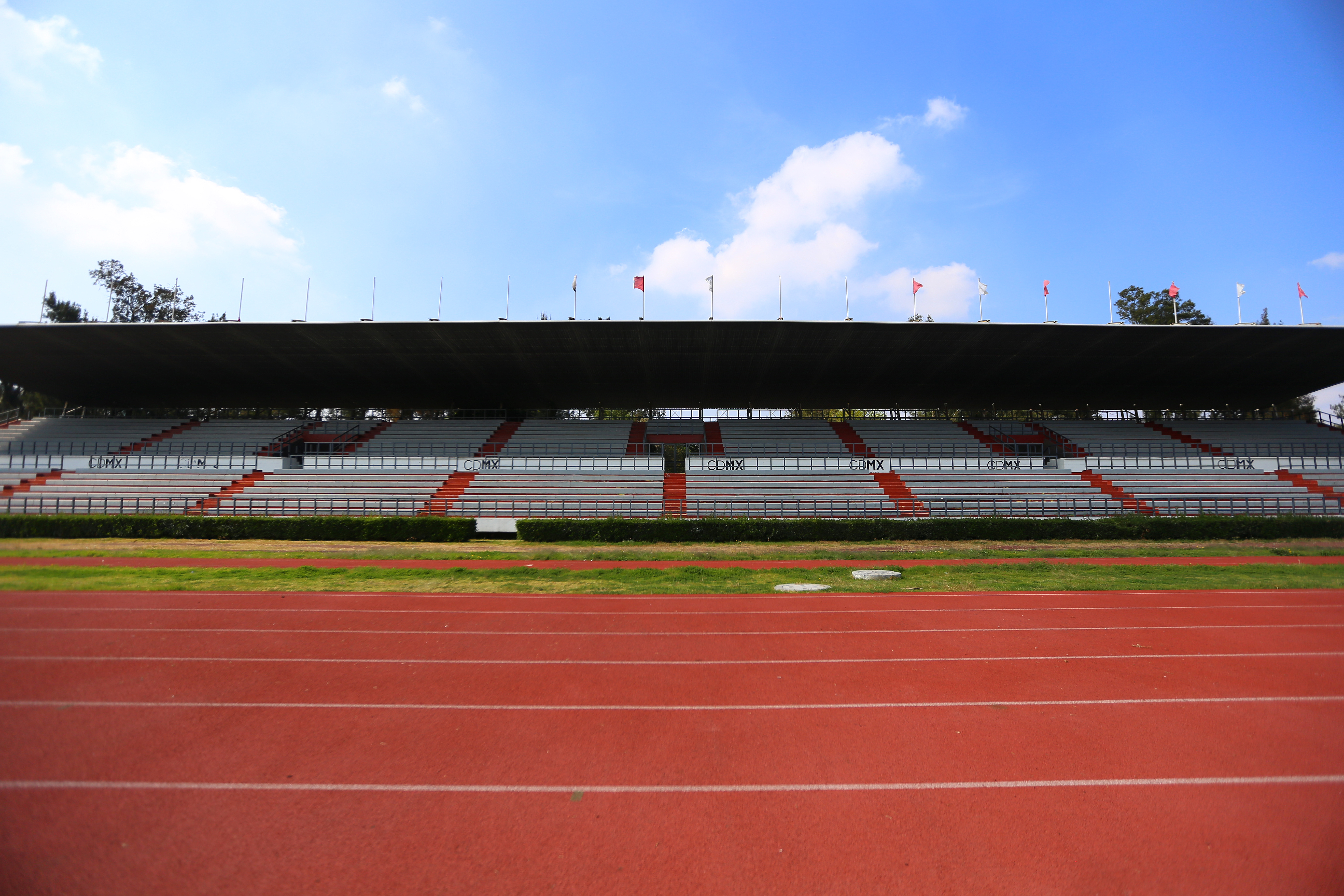
Estadio Palillo

### Estadio Jesús Martínez Palillo
El Estadio Jesús Martínez "Palillo" es un recinto deportivo multiusos que se encuentra ubicado en la Ciudad Deportiva Magdalena Mixhuca, en la Ciudad de México. El estadio cuenta con gradas con capacidad de 6,000 espectadores así como un palco presidencial. Lleva el nombre de su principal patrocinador financiero, el actor cómico Jesús Martínez, más conocido como "Palillo".
Fue la casa de los Mayas durante las primeras tres temporadas de la LFA, en las que las dos primeras temporadas se coronó como campeón, haciéndose de una gran afición siendo el 2019 el año en que se mudarían aun estadio propio, que no compartirían con ningún otro equipo de la LFA.

### Estadio wilfrido massieu

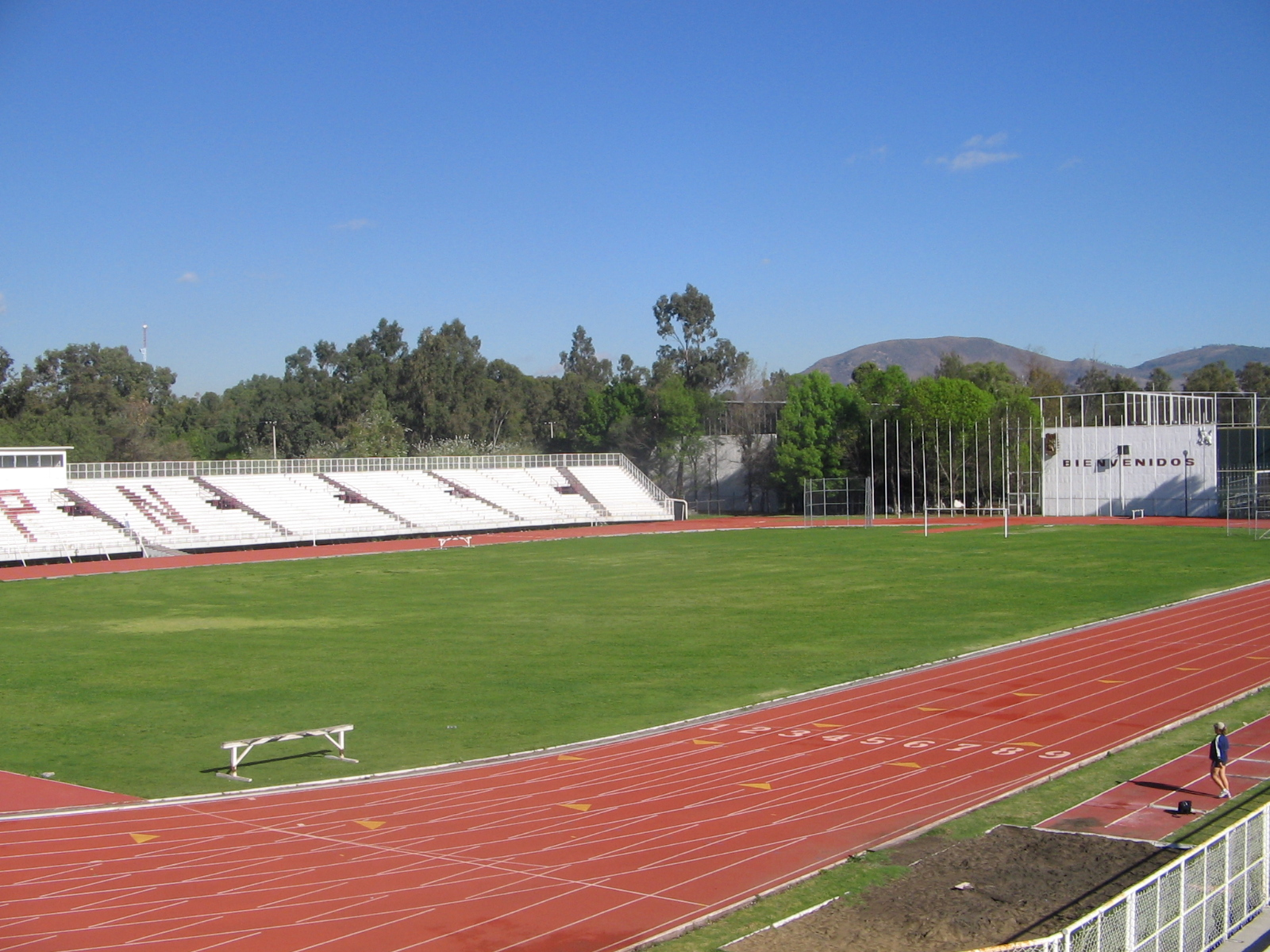
Estadio Wilfrido Massieu.

El Estadio Wilfrido Massieu es un recinto deportivo del Instituto Politécnico Nacional inaugurado en 1959, con capacidad para 15.000 espectadores, ubicado al norte de la Ciudad de México, dentro de la Unidad Profesional "Adolfo López Mateos", Zacatenco. El estadio es casa de los equipos de fútbol americano representativos de la institución: los Burros Blancos y las Águilas Blancas, así como de los Mayas LFA.
Los Mayas anunciaron que para esta 4.ª temporada jugarían como locales en este mítico estadio, en el que no lo compartirán con nadie dentro de la LFA.